# Clásico del Norte Peruano
El Clásico del Norte Peruano es un encuentro de fútbol disputado por los clubes Juan Aurich (Chiclayo) y el Carlos A. Mannucci (Trujillo).
Desde que ambos equipos ascendieron a Primera División se han convertido en los clubes del norte peruano con más prestigio. Este derby se jugó con regularidad en la Primera División del Perú.

## Historia
Aurich y Mannucci se enfrentaron por primera vez de manera oficial por la fecha 12 del Campeonato Descentralizado 1968. El partido se jugó el 28 de septiembre de 1968 y terminó igualado 1-1.
En 1984 se enfrentaron en la Zona Norte del torneo de Intermedia. Aunque hubo un saldo a favor de Aurich en los enfrentamientos directos, fue Mannucci el equipo que ganó un cupo al Campeonato Descentralizado 1985.
En Primera División, el último partido entre ambos equipos fue por la última fecha del Regional II Zona Norte donde Mannucci ganó por 4-1 en Laredo.
Tras el descenso de Juan Aurich en 2017 a la Segunda División ambos equipos se enfrentaron nuevamente en esa categoría en el torneo 2018. A final de esa temporada Carlos A. Mannucci regresaría a Primera División y el clásico quedó nuevamente descontinuado.

## Estadísticas en campeonatos oficiales
| Torneos          | PJ | Ganó Mannucci | Empates | Ganó Aurich | Goles Mannucci | Goles Aurich |
| ---------------- | -- | ------------- | ------- | ----------- | -------------- | ------------ |
| Primera División | 28 | 12            | 9       | 8           |                |              |
| Intermedia       | 4  | 1             | 1       | 2           | 4              | 6            |
| Segunda División | 2  | 0             | 1       | 1           | 2              | 5            |
| Total            | 35 | 13            | 11      | 11          |                |              |

## Encuentros disputados
| Club Carlos A. Mannucci (65 años) | Club Juan Aurich (102 años) |

| Torneo                | Local              | Resultado | Visitante          |
| --------------------- | ------------------ | --------- | ------------------ |
| Descentralizado 1968  | Carlos A. Mannucci | 1-1       | Juan Aurich        |
| Descentralizado 1968  | Juan Aurich        | 1-0       | Carlos A. Mannucci |
| Descentralizado 1969  | Carlos A. Mannucci | 1-4       | Juan Aurich        |
| Descentralizado 1969  | Juan Aurich        | 0-1       | Carlos A. Mannucci |
| Descentralizado 1970  | Carlos A. Mannucci | 0-0       | Juan Aurich        |
| Descentralizado 1970  | Juan Aurich        |           | Carlos A. Mannucci |
| Descentralizado 1971  | Carlos A. Mannucci | 2-2       | Juan Aurich        |
| Descentralizado 1971  | Juan Aurich        | 3-2       | Carlos A. Mannucci |
| Descentralizado 1972  | Carlos A. Mannucci |           | Juan Aurich        |
| Descentralizado 1972  | Juan Aurich        |           | Carlos A. Mannucci |
| Descentralizado 1972  | Carlos A. Mannucci |           | Juan Aurich        |
| Descentralizado 1972  | Juan Aurich        |           | Carlos A. Mannucci |
| Descentralizado 1974  | Carlos A. Mannucci |           | Juan Aurich        |
| Descentralizado 1974  | Juan Aurich        |           | Carlos A. Mannucci |
| Descentralizado 1975  | Juan Aurich        | 0-1       | Carlos A. Mannucci |
| Descentralizado 1975  | Carlos A. Mannucci | 2-1       | Juan Aurich        |
| Descentralizado 1976  | Carlos A. Mannucci | 1-2       | Juan Aurich        |
| Descentralizado 1976  | Juan Aurich        | 2-1       | Carlos A. Mannucci |
| Intermedia 1984       | Carlos A. Mannucci | 1-0       | Juan Aurich        |
| Intermedia 1984       | Juan Aurich        | 3-1       | Carlos A. Mannucci |
| Intermedia 1984       | Carlos A. Mannucci | 1-1       | Juan Aurich        |
| Intermedia 1984       | Juan Aurich        | 2-1       | Carlos A. Mannucci |
| Regional Norte 1988   | Juan Aurich        | 0-0       | Carlos A. Mannucci |
| Regional Norte 1988   | Carlos A. Mannucci | 1-0       | Juan Aurich        |
| Regional Norte 1988   | Carlos A. Mannucci | 2-0       | Juan Aurich        |
| Regional Norte 1988   | Juan Aurich        | 1-1       | Carlos A. Mannucci |
| Regional Norte 1989   | Carlos A. Mannucci | 0-0       | Juan Aurich        |
| Regional Norte 1989   | Juan Aurich        |           | Carlos A. Mannucci |
| Regional Norte 1989   | Juan Aurich        | 4-1       | Carlos A. Mannucci |
| Regional Norte 1991   | Carlos A. Mannucci | 1-0       | Juan Aurich        |
| Regional Norte 1991   | Juan Aurich        | 0-1       | Carlos A. Mannucci |
| Regional Norte 1991   | Juan Aurich        |           | Carlos A. Mannucci |
| Regional Norte 1991   | Carlos A. Mannucci | 4-1       | Juan Aurich        |
| Segunda División 2018 | Carlos A. Mannucci | 1-1       | Juan Aurich        |
| Segunda División 2018 | Juan Aurich        | 4-1       | Carlos A. Mannucci |

## Tabla comparativa
| Estadísticas                                | Carlos A. Mannucci      | Juan Aurich             |
| ------------------------------------------- | ----------------------- | ----------------------- |
| Fecha de fundación                          | 16 de noviembre de 1959 | 3 de septiembre de 1924 |
| Temporadas en Primera División              | 25                      | 35                      |
| Títulos de Primera División                 | 0                       | 1                       |
| Temporadas en Segunda División              | 7                       | 6                       |
| Títulos de Segunda División                 | 0                       | 0                       |
| Títulos de Copa Perú                        | 2                       | 2                       |
| Clasificación histórica en Primera División | 18.º                    | 8.º                     |
| Participaciones internacionales             | 1                       | 8                       |
| Descensos                                   | 3                       | 5                       |
| Categoría actual                            | Liga 2                  | Liga 3                  |